# Franck Borotra
Pour les articles homonymes, voir Borotra.
Franck Borotra, né le 30 août 1937 à Nantes (Loire-Atlantique), est un homme politique français, ministre dans le gouvernement d'Alain Juppé.

## Biographie
Franck Borotra est le fils d'Édouard Borotra,  ainsi que le neveu du joueur de tennis et homme politique Jean Borotra, le frère jumeau de l'homme politique Didier Borotra et le père de l'actrice Claire Borotra.
Diplômé de l'Institut français du pétrole, il est ingénieur de profession.
Franck Borotra se présente aux élections législatives de 1968 dans la 11e circonscription du Nord à Dunkerque, face à Albert Denvers, puis aux élections municipales de 1971 à Rosendaël (ancienne commune fusionnée depuis 1972 à Dunkerque). À la suite de cette dernière élection, il quitte les Flandres pour la région Parisienne.
Il est président du conseil général des Yvelines jusqu'en juin 2005, date de sa démission après 12 ans passés à la tête du département.
Franck Borotra est un proche de Charles Pasqua. Il est l'un des dirigeants de son éphémère association, Solidarité et défense des libertés.

## Détail des mandats et fonctions

### Fonctions gouvernementales
- du 7 novembre 1995 au 2 juin 1997 : ministre de l'Industrie, de la Poste et des Télécommunications (Gouvernement Alain Juppé (2))

### Mandats électifs
- Conseiller Communautaire :
  - de 1971 à 1973 : conseiller communautaire à la  Communauté urbaine de Dunkerque[2] ;

- Conseiller municipal :
  - de 1983 à 1995 : adjoint au maire de Versailles, chargé de la concertation et des sports ;

- Conseiller général :
  - de 1988 à 2005 : conseiller général du canton de Vélizy-Villacoublay ;
  - de 1994 à 2005 : président du conseil général des Yvelines ;
- Député RPR :
  - du 2 avril 1986 au 14 mai 1988 : député des Yvelines ;
  - du 13 juin 1988 au 1er avril 1993 : député de la deuxième circonscription des Yvelines ;
  - du 2 avril 1993 au 4 décembre 1995 : député de la deuxième circonscription des Yvelines, démissionne le 4 décembre 1995 ;
  - du 26 février 1996 (élection partielle) au 26 mars 1996 : député de la deuxième circonscription des Yvelines, puis abandonne son mandat pour entrer au gouvernement ;
  - 1er juin 1997 au 18 juin 2002 : député de la deuxième circonscription des Yvelines.

### Autres
- 1969 - 1973 : membre du Conseil économique et social
- 1986 - 1988 : porte-parole du RPR
- Secrétaire général parlementaire de l'Assemblée parlementaire de la francophonie (APF)
- depuis 2006 : vice-président du conseil supérieur de la participation